# Barlavento
Barlavento er Kap Verdes nordlige øgruppe.
Øgruppen kan deles ind i to grupper:
- Øerne i vest (Santo Antão, São Vicente, São Nicolau, Santa Luzia, Branco og Razo) som er klippeformet, vulkanske og med landbrugsområder.
- Øerne i øst (Sal og Boa Vista) som er flade og ørkenpræget. Økonomien på disse øer var tidligere baseret på udvinding af salt, men rettes nu ind mod turisme.

17°N 24°V / 17°N 24°V